# City of Salford
Salford – dystrykt metropolitalny w hrabstwie ceremonialnym Wielki Manchester w Anglii.

## Miasta
- Cadishead
- Eccles
- Irlam
- Salford
- Swinton
- Walkden
- Worsley

## Inne miejscowości
- Barton upon Irwell, Ellenbrook, Kersal, Little Hulton, Ordsall, Pendlebury, Roe Green, Winton.